# Diego Maenza
Diego Maenza (Los Ríos, 1987) es un escritor ecuatoriano.
Ha escrito poesía y narrativa y su obra ha sido traducida a varios idiomas.

## Trayectoria y recepción crítica
En 2018 publicó Caricreaturas una obra que hibrida cuento y poesía, finalista de la convocatoria de Fondos Concursables del Ministerio de Cultura de Ecuador, libro posteriormente traducido al italiano por Alessandro Elias Ghetti y al inglés por Gastón Jofre Torres.
En 2018 la Sede Nacional de la Casa de la Cultura Ecuatoriana publicó la novela Estructura de la plegaria, una obra que aborda temas sensibles como la pederastia y el aborto en el contexto de la vida íntima del clero católico (obra traducida al italiano, inglés, francés, portugués, alemán y ruso).

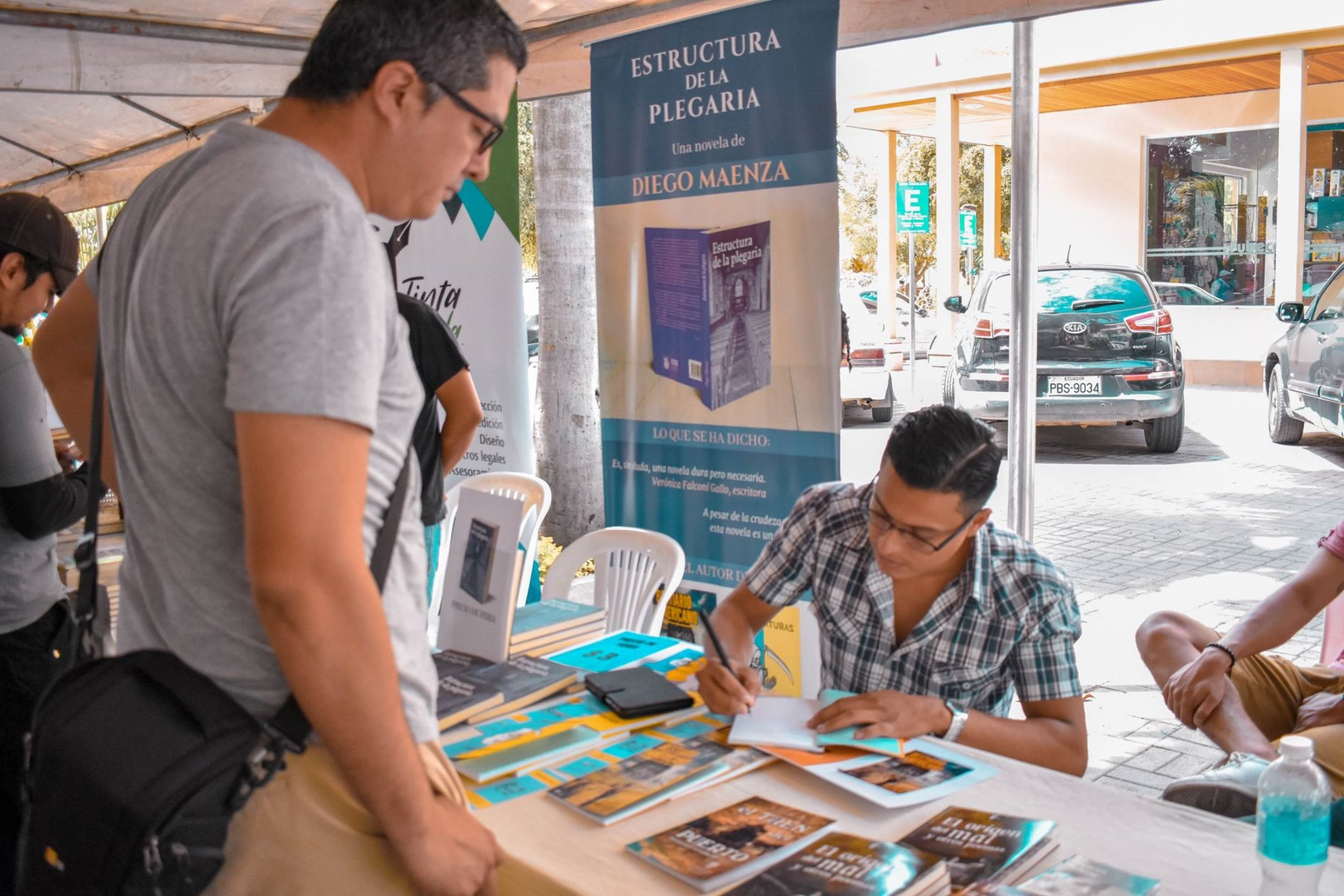
Firma de ejemplares en la Primera Feria del Autor Independiente - Lanzamiento de la novela Estructura de la plegaria (Manta-2018).

De esta novela el crítico ecuatoriano Fernando Endara ha dicho que «visibiliza, revela los secretos más oscuros de los seguidores católicos de Dios». Y añade que es «una novela espiritual, una obra grotesca, visceral, repulsiva, que provoca las arcadas en sus lectores más de una vez, una plegaria, un rezo, una oración, un descenso al infierno para elevarse a la luz».
Y el escritor Alexis Cuzme ha manifestado que «no es un panfleto, ni reprimenda, menos un discurso solapado de 'buenas costumbres'; en sus páginas hay historias entrelazadas, marcadas por el miedo, reducidas a una contemplación absurda, a una tradición de acciones que se repiten como si se tratase de un guion mórbido y complaciente».
En 2019 vio la luz su poemario Bestiario americano, un libro que condensa en clave poética leyendas urbanas y mitos de toda América.
En 2020 publicó su segunda novela Todas las cartas de amor son ridículas, una parodia de las novelas rosas, escrita en formato 
epistolar y que trata temas como la violencia sexual.

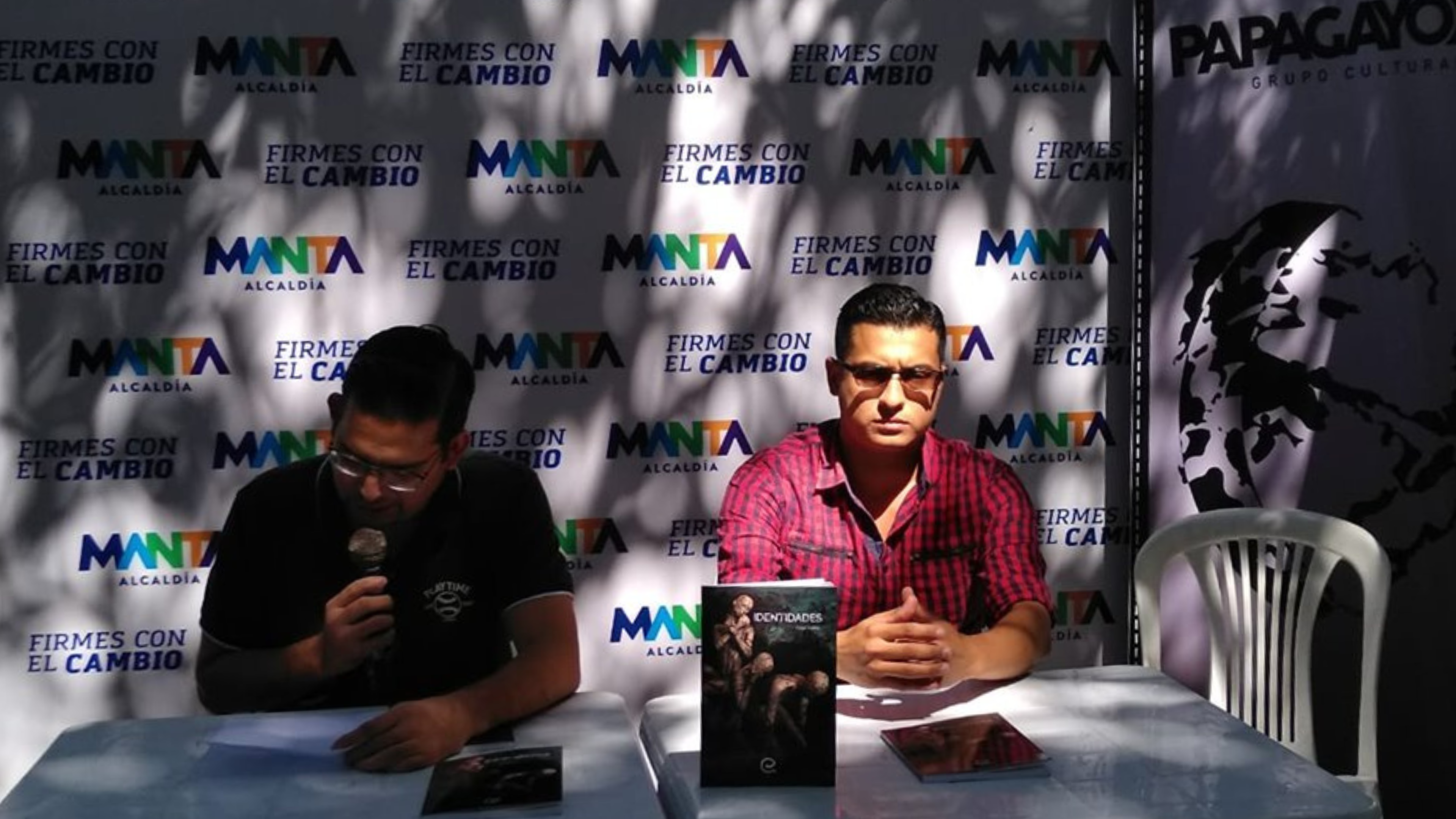
Maenza junto al escritor Carlos Coello en el lanzamiento del libro de relatos Identidades en la ciudad de Manta (2019).

Es autor de los libros de relatos Identidades publicado por la editorial española Alféizar en 2019, y del libro de cuentos Engendros publicado en 2020 por la editorial ecuatoriana Cuerpo de Voces; este último libro resultó ganador en la tercera convocatoria anual del Instituto de Fomento de las Artes, Innovación y Creatividades del Ministerio de Cultura de Ecuador.
En 2021 publicó ENtidades, un libro que recopila cinco relatos de Identidades y cinco relatos de Engendros, y que fue lanzado por la empresa editorial italiana Tektime en publicaciones conjuntas con las ediciones del libro en francés, inglés, italiano y portugués.
Su relato El púlpito de Roma consta en la antología “Anábasis, antología de narrativa fantástica y ficción histórica” bajo el sello de Editorial Nacimiento de Costa Rica.
De sus relatos, el crítico Iván Rodrigo Mendizábal ha dicho que «sus cuentos transmiten ideas metafísicas, juegan con el tiempo y el espacio; tratan de hacer trascendente lo mínimo, la misma nada».
Y el escritor mexicano Carlos Ramos ha asegurado que sus «relatos son tremendamente profundos por los toques filosóficos, sorprendentes por la temática e inesperados por los finales».

## Obra

### Novelas
- Estructura de la plegaria (2018)
- Todas las cartas de amor son ridículas (2020)

### Poesía
- Caricreaturas (2018)
- Bestiario americano (2019)

### Cuentos
- Identidades (2019)
- Engendros (2020)
- ENtidades (2021)